# Moenkhausia simulata
Moenkhausia simulata es una especie de peces de la familia Characidae en el orden de los Characiformes.

## Morfología
Los machos pueden llegar alcanzar los 7,2 cm de longitud total.
- Número de  vértebras: 34-35.[1]

## Hábitat
Vive en zonas de clima tropical.

## Distribución geográfica
Se encuentran en Sudamérica:  cuencas de los ríos  Amazonas, Pachitea y  Maroni.